# Саут Конгари (Јужна Каролина)
Саут Конгари (енгл. South Congaree) град је у америчкој савезној држави Јужна Каролина.

## Демографија
По попису из 2010. године број становника је 2.306, што је 40 (1,8%) становника више него 2000. године.
| Група             | 2000.         | 2010.         |
| Белци             | 1.980 (87,4%) | 1.939 (84,1%) |
| Афроамериканци    | 179 (7,9%)    | 222 (9,6%)    |
| Азијати           | 33 (1,5%)     | 34 (1,5%)     |
| Хиспаноамериканци | 33 (1,5%)     | 64 (2,8%)     |
| Укупно            | 2.266         | 2.306         |